# Град (филм)
„Град“ је југословенски играни омнибус филм из 1963. године. Режирали су га Војислав Ракоњац Кокан (Љубав), Марко Бабац (Срце) и Живојин Павловић (Обруч), а сценарио су писали Марко Бабац и Живојин Павловић. Припада остварењима црног таласа.

## Радња
Филм се састоји из три приче - Љубав, Срце и Обруч.
Радња је смештена у предграђе неименованог града где владају отуђење, меланхолија и безнађе тамошње омладине.

## Улоге
| Глумац               | Улога            |
| -------------------- | ---------------- |
| Бранка Јовановић     | она (Љубав)      |
| Михајло Костић Пљака | он (Љубав)       |
| Љиљана Шљапић        | Марија (Љубав)   |
| Милош Жутић          | Зелени (Срце)    |
| Славко Симић         | Славко (Срце)    |
| Предраг Милинковић   | плесач (Срце)    |
| Столе Аранђеловић    | човјек (Обруч)   |
| Снежана Лукић        | дјевојка (Обруч) |
| Славољуб Денић       | (Обруч)          |
| Петар Лупа           | тип (Обруч)      |
| Иванка Миловановић   | (Обруч)          |
| Борко Павловић       | (Обруч)          |
| Зорица Шеговић       | (Обруч)          |
| Зоран Совтић         | (Обруч)          |
| Сташа Станојевић     | (Обруч)          |
| Илија Вукичевић      | (Обруч)          |
| Душан Јанићијевић    |                  |

## Забрана
Филм је одлуком суда у Сарајеву забрањен, при чему је наређено да се сви примјерци филма униште. Одлуком суда у Сарајеву ослобођен је тек 1990.